# Kunstrijden op de Olympische Zomerspelen 1920
Het kunstrijden is een van de sporten die beoefend werden tijdens de Olympische Zomerspelen 1920 in Antwerpen. De wedstrijden vonden plaats op 25, 26 en 27 april.
Het was de tweede keer dat het kunstrijden op het olympische programma stond. Op de Spelen van 1908 waren de Zweed Ulrich Salchow en de Britse Phyllis Johnson (in 1908 paarrijder met James H. Johnson en deze editie solo en als paarrijdster met Basil Williams) ook deelnemer. In totaal namen er 26 deelnemers (14 mannen en 12 vrouwen) uit acht landen deel.
De wedstrijden werden georganiseerd door de Brusselse IJshockey en Schaatsclub en niet door de Internationale Schaatsunie. Deze organisatie had hun medewerking teruggetrokken omdat de wedstrijden niet voor alle bij de ISU aangesloten leden openstond, met name Duitsland en Oostenrijk, de tot Centrale mogendheden uit de Eerste Wereldoorlog behorend. Wel werd er volgens de toenmalige ISU-regels competitie bedreven.
Eindrangschikking
Elk van de zeven juryleden (vijf bij de vrouwen) rangschikte de deelnemer van plaats 1 tot en met de laatste plaats. Deze plaatsing geschiedde op basis van het toegekende puntentotaal door het jurylid gegeven. Deze puntenverdeling was weer gebaseerd op 60% van de verplichte kür, 40% van de vrije kür bij de solo disciplines. De uiteindelijke rangschikking geschiedde bij een meerderheidsplaatsing. Dus, wanneer een deelnemer bij meerderheid als eerste was gerangschikt, kreeg hij de eerste plaats toebedeeld. Vervolgens werd voor elke volgende positie deze procedure herhaald. Wanneer geen meerderheidsplaatsing kon worden bepaald, dan waren beslissende factoren: 1) laagste som van plaatsingcijfers van alle juryleden, 2) totaal behaalde punten, 3) punten behaald in de verplichte kür.

## Mannen
De veertien mannen uit zes landen streden op 25 (verplichte kür) en 27 april (vrije kür) om de medailles.
r/m = rangschikking bij meerderheid, pc/7 = som plaatsingcijfers van alle zeven juryleden (vet = beslissingsfactor)
| rang   | sporter(s)                 | land | r/m                   | pc/7 | punten  |
| ------ | -------------------------- | ---- | --------------------- | ---- | ------- |
| Goud   | Gillis Grafström           | SWE  | 7x1 (1-1-1-1-1-1-1)   | 7,0  | 2838,50 |
| Zilver | Andreas Krogh              | NOR  | 4x2 (3-2-2-2-4-3-2)   | 18,0 | 2634,00 |
| Brons  | Martin Stixrud             | NOR  | 4x3 (2-3-3,5-3-5-5-3) | 24,5 | 2561,50 |
| 4      | Ulrich Salchow             | SWE  | 5x4 (4-4-3,5-5-2-2-5) | 25,5 | 2572,50 |
| 5      | Sakari Ilmanen             | FIN  | 7x5 (5-5-4-3-4-4)     | 30,0 | 2458,00 |
| 6      | Nathaniel Niles            | USA  | 4x6 (6-9-6-6-8-8-6)   | 49,0 | 1976,25 |
| 7      | Basil Williams             | GBR  | 3x7 (8-6-7-8-6-7-7,5) | 49,5 | 2032,00 |
| 8      | Alfred Mégroz              | SUI  | 5x8 (7-8-8-9-7-6-7,5) | 52,5 | 2005,00 |
| 9      | Kenneth MacDonald Beaumont | GBR  | - (9-7-9-7-9-9-9)     | 59,0 | 1838,25 |

## Vrouwen
De twaalf vrouwen uit vier landen streden op 25 april (verplichte kür en vrije kür) om de medailles.
De olympisch kampioene werd winnaar zonder 1x als eerste door een jurylid te worden geplaatst. Dit was de enige keer dat dit bij het olympisch kunstrijden geschiedde.
r/m = rangschikking bij meerderheid, pc/7 = som plaatsingcijfers van alle vijf juryleden (vet = beslissingsfactor)
| rang   | sporter(s)         | land | r/m               | pc/5 | punten |
| ------ | ------------------ | ---- | ----------------- | ---- | ------ |
| Goud   | Magda Julin        | SWE  | 0x1 (2-3-2-3-2)   | 12,0 | 913,50 |
| Zilver | Svea Norén         | SWE  | 1x2 (1-1,5-3-4-3) | 12,5 | 887,75 |
| Brons  | Theresa Weld       | USA  | 3x3 (3-1,5-1-6-4) | 15,5 | 898,00 |
| 4      | Phyllis Johnson    | GBR  | 3x4 (4,5-4-4-5-1) | 18,5 | 869,50 |
| 5      | Margot Moe         | NOR  | 3x5 (4,5-6-6-1-5) | 22,5 | 859,75 |
| 6      | Ingrid Gulbrandsen | NOR  | - (6-5-5-2-6)     | 24,0 | 847,50 |

## Paren
De acht paren uit zes landen streden op 26 april (verplichte kür) om de medailles.
r/m = rangschikking bij meerderheid, pc/7 = som plaatsingcijfers van alle zeven juryleden (vet = beslissingsfactor)
| rang   | sporter(s)                                    | land | r/m                   | pc/7 | punten |
| ------ | --------------------------------------------- | ---- | --------------------- | ---- | ------ |
| Goud   | Ludovika Jakobsson / Walter Jakobsson         | FIN  | 7x1 (1-1-1-1-1-1-1)   | 7,0  | 80,75  |
| Zilver | Alexia Bryn / Yngvar Bryn                     | NOR  | 6x2 (2-2-3,5-2-2-2-2) | 15,5 | 72,75  |
| Brons  | Phyllis Johnson / Basil Williams              | GBR  | 5x3 (3-3-6-3-3-3-4)   | 25,0 | 66,25  |
| 4      | Theresa Weld / Nathaniel Niles                | USA  | 5x4 (4-6-3,5-4-4-4-3) | 28,5 | 62,50  |
| 5      | Ethel Muckelt / Sydney Wallwork               | GBR  | 4x5 (6-4-2-5-5-6-6)   | 34,0 | 61,25  |
| 6      | Géraldine Herbos / Georges Wagemans           | BEL  | 4x6 (5-8-5-7-6,5-5-5) | 41,5 | 56,00  |
| 7      | Simone Sabouret / Charles Sabouret            | FRA  | 7x7 (7-5-7-6-6,5-7-7) | 45,5 | 56,25  |
| 8      | Madelon Beaumont / Kenneth MacDonald Beaumont | GBR  | - (8-7-8-8-8-8-8)     | 55,0 | 48,25  |

## Medaillespiegel
| rang | land             | Goud | Zilver | Brons | totaal |
| ---- | ---------------- | ---- | ------ | ----- | ------ |
| 1    | Zweden           | 2    | 1      | 0     | 3      |
| 2    | Finland          | 1    | 0      | 0     | 1      |
| 3    | Noorwegen        | 0    | 2      | 1     | 3      |
| 4    | Groot-Brittannië | 0    | 0      | 1     | 1      |
| 4    | Verenigde Staten | 0    | 0      | 1     | 1      |
|      |                  | 3    | 3      | 3     | 9      |

Londen 1908 · 
Antwerpen 1920 · 
Chamonix 1924 · 
St. Moritz 1928 · 
Lake Placid 1932 · 
Garmisch-Partenkirchen 1936 · 
St. Moritz 1948 · 
Oslo 1952 · 
Cortina d'Ampezzo 1956 · 
Squaw Valley 1960 · 
Innsbruck 1964 · 
Grenoble 1968 · 
Sapporo 1972 · 
Innsbruck 1976 · 
Lake Placid 1980 · 
Sarajevo 1984 · 
Calgary 1988 · 
Albertville 1992 · 
Lillehammer 1994 · 
Nagano 1998 · 
Salt Lake City 2002 · 
Turijn 2006 · 
Vancouver 2010 · 
Sotsji 2014 · 
Pyeongchang 2018 · 
Peking 2022
Olympische medaillewinnaars
Atletiek · Boksen · Boogschieten · Gewichtheffen · Hockey · Kunstrijden · Kunstwedstrijden · Moderne vijfkamp · Paardensport · Polo · Roeien · Rugby · Schermen · Schietsport · Schoonspringen · Tennis · Touwtrekken · Turnen · Voetbal · Waterpolo · Wielersport · Worstelen · IJshockey · Zeilen · Zwemmen